# Käringöns distrikt
Käringöns distrikt är ett distrikt i Orusts kommun och Västra Götalands län. 
Distriktet ligger på öar sydväst om Orust. 

## Tidigare administrativ tillhörighet
Distriktet inrättades 2016 och utgörs av socknen Käringön i Orusts kommun.
Området motsvarar den omfattning Käringöns församling hade vid årsskiftet 1999/2000.